# Міністерство економіки і сталого розвитку Хорватії
Міністерство економіки і сталого розвитку Хорватії (хорв. Ministarstvo gospodarstva i održivog razvoja Hrvatske) — міністерство в уряді Хорватії, яке відповідає за розвиток хорватської економіки, інвестиції та регулювання праці.
До 23 грудня 2011 року називалося Міністерство економіки, праці та підприємництва (хорв. Ministarstvo gospodarstva, rada i poduzetništva), з 23 грудня 2011 до 16 жовтня 2016 року — Міністерство економіки (хорв. Ministarstvo gospodarstva), після чого до 23 липня 2020 року мало назву Міністерство економіки, підприємництва і ремесел (хорв. Ministarstvo gospodarstva, poduzetništva i obrta).

## Список міністрів
| Міністр          | Партія                              | Вступ на посаду   | Звільнення з посади |
| ---------------- | ----------------------------------- | ----------------- | ------------------- |
| Іван Чермак      | ХДС                                 | 20 травня 1993    | 12 жовтня 1993      |
| Надан Відошевич  | ХДС                                 | 12 жовтня 1993    | 18 вересня 1995     |
| Златко Матеша    | ХДС                                 | 18 вересня 1995   | 7 листопада 1995    |
| Давор Штерн      | ХДС                                 | 7 листопада 1995  | 14 квітня 1997      |
| Ненад Порґес     | ХДС                                 | 15 квітня 1997    | 27 січня 2000       |
| Горанко Фіжулич  | ХСЛП                                | 27 січня 2000     | 21 березня 2002     |
| Хрвоє Войкович   | ХСЛП                                | 21 березня 2002   | 30 липня 2002       |
| Любо Юрчич       | Безпартійний                        | 30 липня 2002     | 23 грудня 2003      |
| Бранко Вукелич   | ХДС                                 | 23 грудня 2003    | 12 січня 2008       |
| Дамір Поланчец   | ХДС                                 | 12 січня 2008     | 30 жовтня 2009      |
| Джуро Попіяч     | Безпартійний / ХДС з 25 серпня 2010 | 19 листопада 2009 | 23 грудня 2011      |
| Радимир Чачич    | ХНП-ЛД                              | 23 грудня 2011    | 14 листопада 2012   |
| Іван Врдоляк     | ХНП-ЛД                              | 16 листопада 2012 | 22 січня 2016       |
| Томіслав Паненич | МОСТ                                | 22 січня 2016     | 19 жовтня 2016      |
| Мартіна Далич    | ХДС                                 | 19 жовтня 2016    | 25 травня 2018      |
| Дарко Хорват     | ХДС                                 | 25 травня 2018    | 23 липня 2020       |
| Томіслав Чорич   | ХДС                                 | 23 липня 2020     |                     |

## Історія
Міністерства економіки як такого не було в складі перших чотирьох урядів Хорватії. Уряд Стіпе Месича і уряд Йосипа Манолича включав міністра суспільного планування (хорв. društveno planiranje), посаду якого обіймав Степан Здунич, та міністра енергетики і промисловості (хорв. energetika i industrija): ним був Божо Удовічич. У Кабінеті, сформованому прем'єром Франьо Ґреґуричем, цей колишній міністр став міністром економічного розвитку (хорв. gospodarski razvitak), а крім цього був ще міністр торгівлі (хорв. trgovina): спершу Петар Крісте, потім Бранко Мікша. До Кабінету прем'єра Хрвоє Шаринича в свою чергу входив міністр промисловості, суднобудування та енергетики (хорв. industrija, brodogradnja i energetika) Франьо Кайфеж та міністр туризму і торгівлі (хорв. turizam i trgovina) Бранко Мікша.
За уряду Златка Матеші прем'єр-міністром також велися розмови про перейменування міністерства економіки назад у міністерство промисловості та енергетики.
За уряду Зорана Мілановича тодішнє Міністерство економіки, праці та підприємництва розділили на Міністерство економіки, Міністерство праці і пенсійної системи та Міністерство підприємництва та ремесел.
За уряду Андрея Пленковича функції Міністерства підприємництва та ремесел перейшли до Міністерства економіки. З цього приводу 16 жовтня 2016 міністерство змінило назву на  Міністерство економіки, малого і середнього підприємництва та ремесел, при цьому питання енергетики відійшли до компетенції Міністерства охорони довкілля та енергетики. У другому уряді Андрея Пленковича 
міністерство ще раз змінило назву на Міністерство економіки і сталого розвитку.